# Суховерховское сельское поселение (Костромская область)
Сухове́рховское се́льское поселе́ние — упразднённое муниципальное образование в Кологривском районе Костромской области.
Административный центр — деревня Суховерхово.
Законом Костромской области от 27 ноября 2018 года № 478-6-ЗКО были преобразованы, путём их объединения, Суховерховское сельское поселение и городское поселение город Кологрив — в городское поселение город Кологрив. На административном уровне границы Суховерховского поселения совпадали с границами муниципального образования городского поселения города Кологрива, административный центр поселения находится в деревне Суховерхово.

## История
Суховерховское сельское поселение образовано 30 декабря 2004 года в соответствии с Законом Костромской области № 237-ЗКО, установлены статус и границы муниципального образования.

## Население
| 2008 | 2010 | 2012 | 2013 | 2014 | 2015 | 2016 | 2017 | 2018 | 2019 |
| ---- | ---- | ---- | ---- | ---- | ---- | ---- | ---- | ---- | ---- |
| 640  | ↘454 | ↘415 | ↘393 | ↘375 | ↗380 | ↘355 | ↘333 | ↘313 | ↘289 |

## Состав сельского поселения
| №  | Населённый пункт | Тип населённого пункта          | Население |
| -- | ---------------- | ------------------------------- | --------- |
| 1  | Аверьяновка      | посёлок                         | ↗7        |
| 2  | Большая Чежма    | деревня                         | ↗86       |
| 3  | Герасимово       | деревня                         | ↗6        |
| 4  | Горка            | деревня                         | →0        |
| 5  | Екимцево         | посёлок                         | ↗56       |
| 6  | Иваново          | деревня                         | ↘2        |
| 7  | Козлово          | деревня                         | →0        |
| 8  | Красавица        | деревня                         | ↗1        |
| 9  | Лисицино         | деревня                         | ↗88       |
| 10 | Логутиха         | деревня                         | ↗1        |
| 11 | Малышино         | деревня                         | ↗1        |
| 12 | Павлово          | деревня                         | ↗1        |
| 13 | Починок          | деревня                         | ↘16       |
| 14 | Рапоново         | деревня                         | →0        |
| 15 | Рубцово          | деревня                         | →0        |
| 16 | Суховерхово      | деревня, административный центр | ↗265      |
| 17 | Фёдорково        | деревня                         | ↘0        |
| 18 | Хмелёвка         | деревня                         | ↘2        |
| 19 | Шилекша          | деревня                         | ↗1        |
| 20 | Шлыково          | деревня                         | →0        |